# Geschichte der Personenschifffahrt auf der Weser

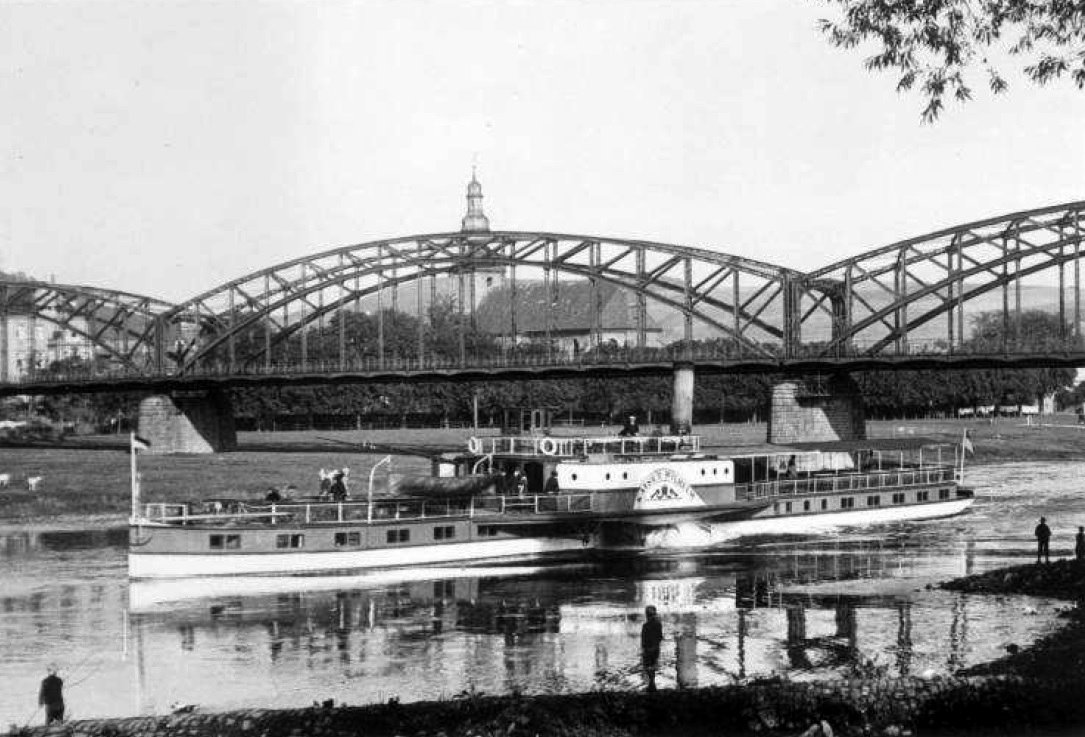
Lange prägten Raddampfer das Bild der Personenschifffahrt auf der Weser, die Kaiser Wilhelm ist heute noch als Museumsschiff auf der Elbe erhalten.

Die regelmäßige Dampfschifffahrt auf der Weser zwischen Hann. Münden und Bremen begann etwa 1843 mit dem Dampfschiff Eduard. Es wurden Wirtschaftsgüter und Personen befördert. Mehrere Reedereien versuchten mit wechselndem Erfolg einen Liniendienst, wobei die Personenschifffahrt bald aufgegeben werden musste, da die entstehenden Eisenbahnlinien den Schiffen in Schnelligkeit und im Komfort überlegen waren. Heute bestimmen die Schiffe des Ausflugsverkehrs die Personenschifffahrt auf der Weser.

## Vereinte Weser-Dampfschiffahrt-Aktiengesellschaft 1841–1857
Im Juni 1841 wurde in Hameln ein Dampfschiffkomitee gegründet. Ziel dieses Komitees war die Einrichtung einer Dampfschifffahrt zwischen Bremen und Hann. Münden. Kurze Zeit später wurde daraufhin auch in Hann. Münden ein solches Komitee gegründet. Im Februar 1842 veröffentlichten beide Komitees ein gemeinsames Kommunique zur Eröffnung einer Dampfschifffahrt zwischen Hann. Münden und Bremen. Daraufhin wurden auch in Minden, April 1842 und Bremen, Mai 1842, Dampfschiffskomitees gegründet.
Am 29. November 1842 wurde dann in Hameln die Vereinte Weser-Dampfschiffahrt-Aktiengesellschaft gegründet. Als Gründungskapital wurden 1000 Aktien zum Nennwert von 100 Talern ausgegeben. Ziel war der Betrieb einer regelmäßigen Personenschifffahrt zwischen Hann. Münden und Bremen. Neben der Personenbeförderung war auch die Mitnahme von Fracht geplant. Gegliedert wurde die Gesellschaft in vier Sektionen. Hann. Münden (Hann. Münden bis Holzminden 82 km), Hameln (Holzminden bis Rinteln 85 km), Minden (Rinteln bis Nienburg 105 km) und Bremen (Nienburg bis Bremen 103 km). Direktor der Gesellschaft war Karl Wermuth. In einer Generalversammlung am 20. Juli 1844 wurde zur Finanzierung des Kaufs weiterer vier Schiffe eine Kapitalerhöhung beschlossen. Es wurden weiter 1000 Aktien zum Nennwert von 100 Talern ausgegeben.
Die Aktien verteilten sich wie folgt:
| Sektion      | 1844 | 1846  |
| ------------ | ---- | ----- |
| Hann. Münden | 190  | 285   |
| Hameln       | 262  | 447   |
| Minden       | 124  | 190   |
| Bremen       | 424  | 1.041 |

Schon 1842 wurde der Gutehoffnungshütte in Ruhrort und Sterkrade ein Auftrag zum Bau eines Schiffes erteilt. Allerdings lehnte das Unternehmen den Auftrag aufgrund von Arbeitsüberlastung im Juli 1842 ab.
Daraufhin wurde mit der Eisengroßhandlung Wm. Bird & Co. in London Verbindung aufgenommen. Diese erklärte sich bereit bei Dichtburn & Mare in Blackwall zwei Schiffe bauen zu lassen. Die Dampfmaschinen sollte John Penn & Sohn in Greenwich liefern. Am 16. Dezember 1842 legte die Firma die Kontraktentwürfe vor. Im Januar 1843 erklärte sie dann aber nur ein Schiff liefern zu können. Geliefert wurde das Schiff, das den Namen Wittekind erhielt, allerdings erst im März 1844.
Nach der Absage zur Lieferung des zweiten Schiffes, erteilte man am 28. Februar 1843 dem Unternehmen Gâche frères in Paris den Auftrag. Geliefert wurde das Schiff mit dem Namen Hermann am 19. September 1843. Die Erste Fahrt führte am 3. Oktober 1843 von Bremen nach Nienburg. Am 4. Oktober fuhr man bis Minden, am 5. Oktober bis Hameln. Auf dem weiteren Weg musste die zwischen 1732/34 erbaute nur 5,43 m breite Schleuse in Hameln passiert werden. Dazu mussten sowohl die Radkästen, wie auch die Schaufelräder abgebaut werden. Nach dem Passieren der Schleuse wurde beides wieder angebaut und die Fahrt ging am 7. Oktober nach Holzminden. Am 8. Oktober wurde dann der Endpunkt in Hann. Münden erreicht. Die reine Fahrzeit von Bremen bis Hann. Münden betrug 36 Stunden und 49 Minuten.

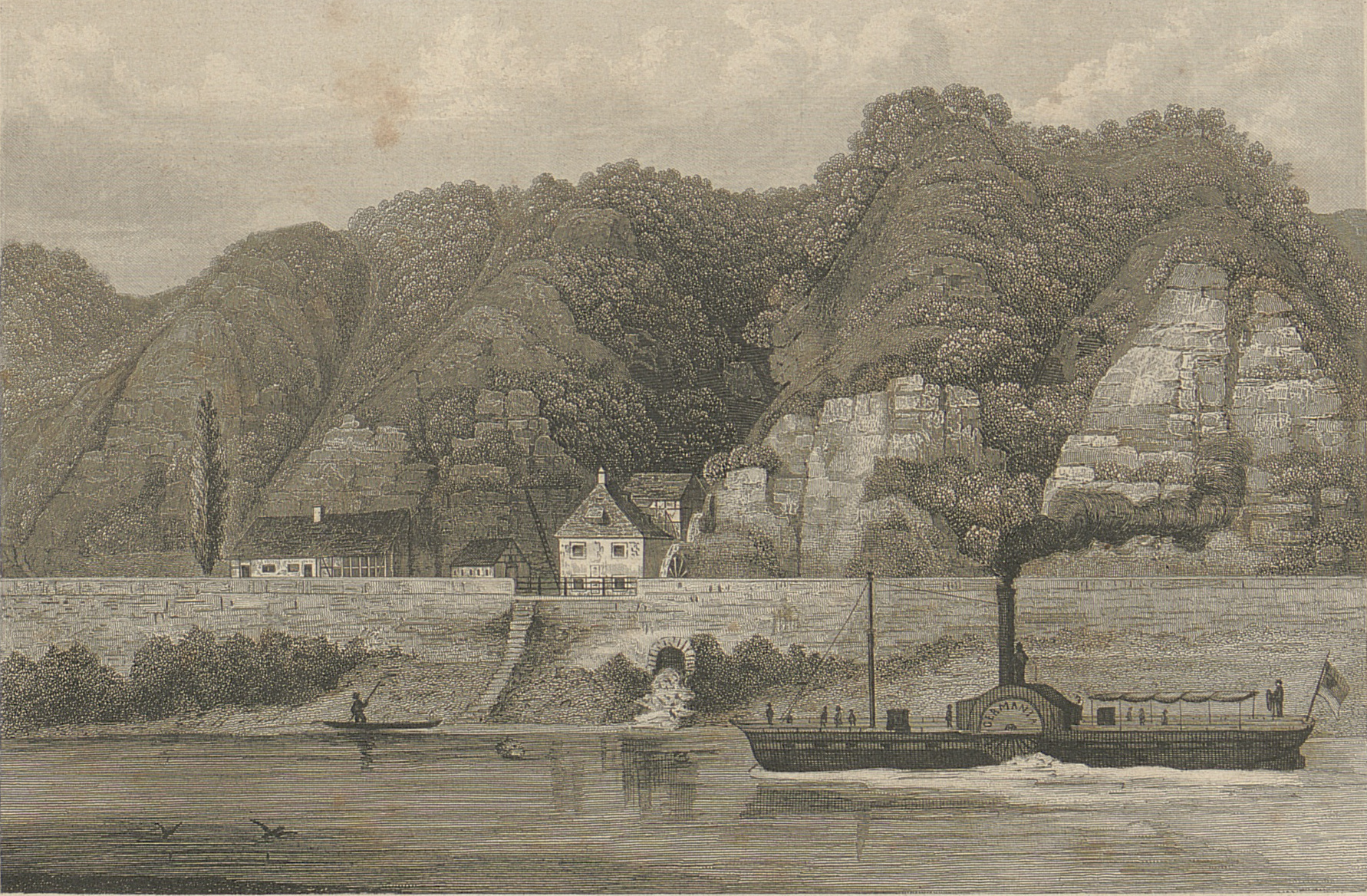
Dampfschiff Germania vor der Steinmühle Pegestorf, Illustration von Carl Schlickum

Am 19. Juli 1844 wurde das dritte Schiff, die Germania, geliefert. Gebaut wurde es wiederum von Gâche frères in Paris. Das vierte Schiff ließ man dann von der Gutehoffnungshütte Sterkrade und Ruhrort bauen. Geliefert wurde das Schiff mit dem Namen Blücher im August 1844.
Am 21. November 1844 schloss man mit Wm. Bird & Co. in London einen Vertrag zur Lieferung von zwei Schiffen. Die Liefertermine wurden mit April und Juli 1845 festgelegt.
Lieferfertig waren die Schiffe aber erst im Januar 1846. Die Gesellschaft verlangte daraufhin die im Vertrag festgelegte Konventionalstrafe. Da sich sowohl der Verkäufer wie auch die Produzenten weigerten diese zu zahlen, blieben die Schiffe in England.
Im Dezember 1845 erhielt die Gesellschaft das Angebaut zum Kauf des in Holzminden beheimateten Raddampfers Herzog Wilhelm. In der Gesellschafterversammlung am 18. Februar 1846 wurde dieses Angebot abgelehnt. Das Schiff wurde aber in der Saison 1846 gechartert. Am 3. Oktober 1845 wurde Gâche aîné in Nantes der Auftrag zum Bau eines Schiffes erteilt. Dieses wurde mit dem Namen Weser im Februar 1846 geliefert.
Den Auftrag zum Bau des sechsten Schiffes erhielt die Maschinenfabrik Buckau. Das Schiff mit dem Namen v. Vincke wurde am 9. Mai 1847 geliefert. Die erste Fahrt fand am 11. Juni 1847 statt. Nach einigen Probefahrten wurde die Abnahme abgelehnt und das Schiff zurückgeschickt. In Magdeburg kam unter dem Namen Buckau bei der Vereinigten-Hamburg-Magdeburger-Dampfschiffahrts-Compagnie zum Einsatz.

### Raddampfer der Vereinte Weser-Dampfschiffahrt-Aktiengesellschaft
| Schiffsname | Baujahr und -ort | Hersteller         | Antrieb                                 | Länge/m | Breite/m | Tiefgang/m |
| ----------- | ---------------- | ------------------ | --------------------------------------- | ------- | -------- | ---------- |
| Wittekind   | 1843/44 London   | Dichtburn & Mare   | oszillierende Zwillingsmaschine 42 Psn  | 41,22   | 4,19     | 0,43       |
| Hermann     | 1843 Paris       | Gâche frères       | Balancierdampfmaschine 38 Psn           | 43,74   | 3,46     | 0,40       |
| Germania    | 1843/44 Paris    | Gâche frères       | Balancierdampfmaschine 38 Psn           | 43,74   | 3,46     | 0,40       |
| Blücher     | 1843/44 Ruhrort  | Gutehoffnungshütte | doppelarmige Seitenhebelmaschine 40 Psn | 46,08   | 3,87     | 0,44       |
| Weser       | 1845/46 Nantes   | Gâche aîné         | Balancierdampfmaschine 42 Psn           | 41,95   | 3,47     | 0,39       |

1848 entschloss man sich zum Umbau der Wittekind. Dabei wurde sie um 2,44 m verlängert. Es war dies die erste Verlängerung eines eisernen Schiffes in Deutschland. Im Herbst 1848 wurde dann die Hermann um 2,44 m und 1851/52 die Germania um 3,5 m verlängert.
Der schlechte Zustand der Weser als Wasserstraße und die Konkurrenz durch die Eisenbahn verhinderte den wirtschaftlichen Erfolg. In der Zeit von 1844 bis 1856 betrug der Überschuss der Gesellschaft 64.500 Taler. Das entsprach sicher nicht den Erwartungen der Aktionäre. In der am 10. Oktober 1857 abgehaltenen Generalversammlung wurde der Verkauf der fünf Dampfschiffe und weiterer der Gesellschaft gehörenden Immobilien an den 1856 gegründeten Norddeutschen Lloyd für 30.700 Taler in Aktien beschlossen. Die Abteilung Weserschiffahrt des Norddeutschen Lloyd übernahm die Schiffe und setzte den Fahrbetrieb 1858 fort.

## Norddeutscher Lloyd 1858–1873
Mit der Übernahme der Schiffe der Vereinten Weser-Dampfschiffahrt-Aktiengesellschaft verfügte der Norddeutsche Lloyd neben seinen fünf Schleppdampfern Carlshafen, Fulda, Hameln, Münden und Werra jetzt auch über fünf Personendampfer. Hintergrund für die Übernahme der Gesellschaft war das Reisegeschäft mit den Amerikaauswanderern, an denen der Lloyd mitverdienen wollte. Diese Rechnung ging aber nicht auf. Auch hier stellte die Eisenbahn eine starke Konkurrenz dar. Gleichzeitig sank die Zahl der Auswanderer, nach einem ersten starken Rückgang in der Zeit zwischen 1858 und 1864, ab 1869 drastisch. 1860 wurde deshalb schon die 1857 in Aller umbenannte Weser verkauft. 1865 wurde die Blücher abgewrackt.
Aus Rentabilitätsgründen wurde der Schiffsbetrieb dann 1873 aufgegeben. Die 1869 in Armin umbenannte Hermann sowie die Germania und die Wittekind wurden an die Weser-Dampf-Schleppschiffahrtsgesellschaft in Minden verkauft. Die Gesellschaft verkaufte aber die Schiffe Germania und Armin sofort an Fabrikanten Wilhelm Lampe in Hameln weiter.

## Oberweser-Dampfschifffahrts-Gesellschaft 1874–1875
Wilhelm Lampe, Besitzer einer Dampfschiff-Reparaturwerkstatt in Hameln, gründete 1874 die Gesellschaft und nahm im Juni 1874 den Linienverkehr zwischen Hameln und Hann. Münden wieder auf. Die trockenen Sommer 1874 und 1875 zwangen ihn zur Aufgabe des Geschäftes.

## Neue Oberweserdampfschifffahrts-Gesellschaft 1875–1882
1875 gründeten der Bankier Herman Ludwig Bock und der Hotelbesitzer Jean Meyer die Neue Oberweser-Dampfschifffahrts-Gesellschaft. Für den Fahrbetrieb kauften sie die beiden Dampfer von Wilhelm Lampe. Weiterhin erteilten sie der Sächsische Dampfschiffs- und Maschinenbauanstalt den Bauauftrag für ein neues Schiff. Das Schiff mit dem Namen Fürst Bismarck traf am 29. März 1877 in Hameln ein und nahm den Fahrbetrieb auf. Die Dampfer Arnim und Germania wurden danach nur noch zu Sonderfahrten eingesetzt. Aufgrund stetig sinkender Passagierzahlen wurden die beiden Schiffe 1881 an die Fa. Wolf in Berlin verkauft. 1882 entschloss man sich die Gesellschaft aufzulösen.

## Oberweser Dampfschiffahrt 1883–1964

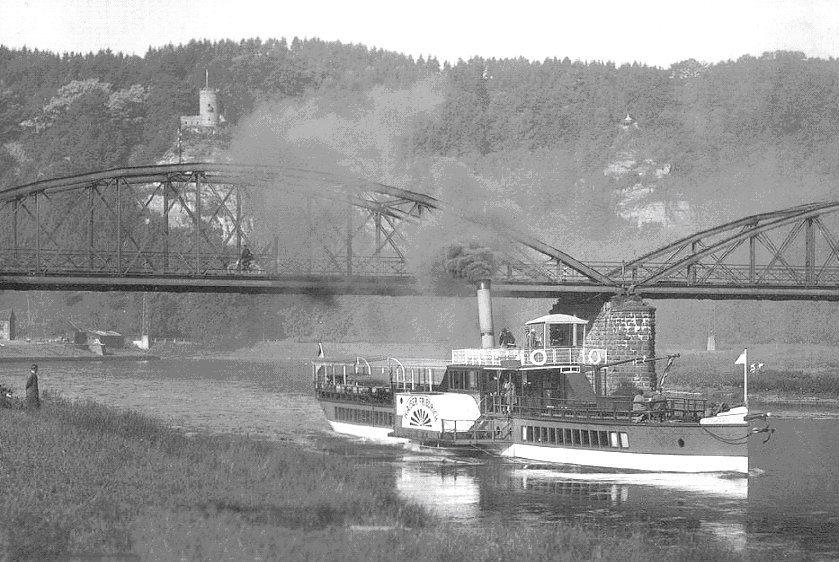
Kaiser Friedrich um das Jahr 1910 in Karlshafen

Der Hamelner Mühlenunternehmer Friedrich-Wilhelm Meyer wollte die Personenschifffahrt auf der Oberweser wieder beleben. Er ersteigerte deshalb am 9. Februar 1883 für 12.000 Goldmark die Fürst Bismarck. Das Schiff wurde in Bremen um 6 m verlängert und begann am 19. Mai 1883 mit den Linienfahrten zwischen Hameln und Hann. Münden. Außerhalb der Saison wurde das Schiff als Transportschiff genutzt. Die Oberweser-Dampfschiffahrt (OWD) firmierte unter dem Dach der Wesermühlen. Nach der Überführung der Wesermühlen in eine AG am 27. Juli 1898 wurde sie zum Zweigunternehmen der Wesermühlen AG. Aufgrund des steigenden Passagieraufkommens entschied man sich 1899 zum Bau eines weiteren Schiffes. Den Auftrag erhielt die Dresdener Maschinenbau und Schiffswerft AG. Am 18. Mai 1900 wurde das Schiff mit der Baunummer 386 in Dresden auf den Namen Kaiser Wilhelm getauft. Am 23. Mai 1900 traf es dann in Hameln ein. Da die positive Entwicklung der Passagierzahlen anhielt entschloss man sich 1906 zwei weitere Schiffe zu kaufen. Es waren die beiden Schwesterschiffe Blasewitz und Loschwitz der Sächsisch-Böhmische Dampfschiffahrts-Gesellschaft (SBDG). Diese 1888 gebauten Schiffe wurden im Auftrag der OWD auf der Schiffswerft Laubegast überholt und umgebaut. Ab dem 5. Mai 1906 wurden die Schiffe unter den neuen Namen Kaiser Friedrich und Graf Moltke eingesetzt.
Am 26. Januar 1907 wurde die Fahrgastschifffahrt aus der Wesermühlen-Aktien-Gesellschaft ausgegliedert und unter dem Namen Oberweser-Dampfschiffahrtsgesellschaft F. W. Meyer Hameln (OWDG) selbständig. Am 17. März 1907 kaufte die Gesellschaft ein weiteres Schiff bei der SBDG. Das 1881 unter dem Namen Meissen gebaute Schiff wurde in der Laubegaster Werft umgebaut und trat am 5. Mai 1907 unter dem Namen Kronprinz Wilhelm die Fahrt nach Hameln an, wo es am 13. Mai 1907 eintraf. Nach dem Saisonende 1909 fuhr die Kaiser Wilhelm nach Dresden und wurde hier auf der Werft in Übigau um 10 m verlängert.
1910 kauft die Gesellschaft ein weiteres Schiff von der SBDG. Das unter dem Namen Libussa 1870 gebaute Schiff wurde ebenfalls auf der Laubegaster Werft umgebaut und ging gemeinsam mit der Kaiser Wilhelm am 26. April 1910 unter dem Namen Braunschweig auf die Rückfahrt. Damit war die Flotte komplett und für die nächsten Jahre gerüstet. Die Passagierzahlen waren seit der Jahrhundertwende bis 1912 von 30.000 bis 40.000 auf 150.000 gestiegen.

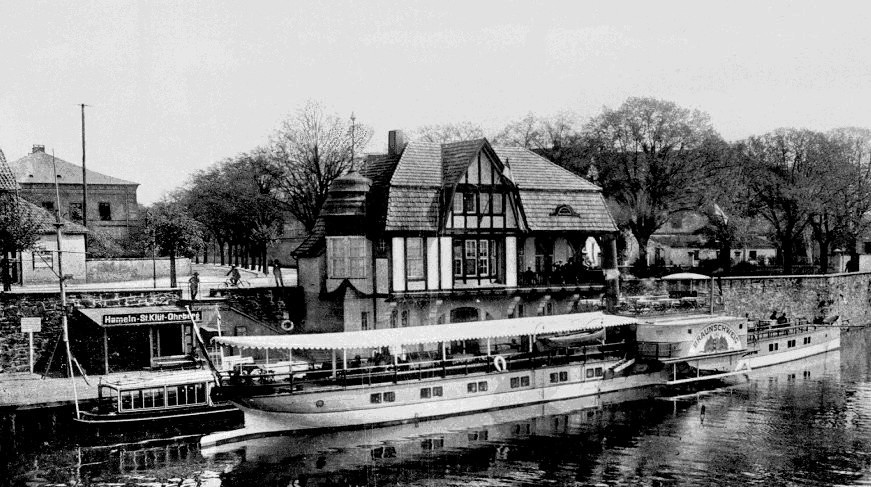
Braunschweig am Anleger in Hameln mit dem Reedereigebäude mit einem kleineren Ausflugsboot

Um eine Ausflugsroute von Hameln zum Ohrberg einzurichten, brauchte man ein weiteres Schiff. Dazu ließ man das 1907 gekaufte Torpedoboot V6, Baujahr 1884, auf der Kaminski Werft in Hameln zum Passagier-Motorschiff umrüsten. Das Schiff, das bisher als Anleger in Bad Karlshafen eingesetzt war, ging 1924 unter dem Namen Forelle auf Fahrt. 
Der Dampfer Fürst Bismarck wurde in der Folge ausgemustert und abgewrackt. Die Dampfmaschine erhielt die Braunschweig, die 1924 auf der Rolandwerft Bremen um 8 m verlängert wurde und unter dem Namen Fürst Bismarck II wieder in Fahrt ging.
Das 1924 in der Rolandwerft Bremen gebaute Motorschiff Lachs wurde 1925 von der OWDG gekauft. (1938 von 25 m auf 39,67 m verlängert) 1923 und 1925 wurde die Graf Moltke in der Arminiuswerft in Bodenwerder um jeweils 4 m verlängert. Dem folgte 1925/26 der Umbau der Kronprinz Wilhelm. Sie wurde um 5,80 m verlängert. Den Abschluss der Umbauarbeiten an den Schiffen bildete 1928/29 die Kaiser Friedrich. Sie wurde um 8 m verlängert und erhielt neue Radkästen.
In der unternehmenseigenen Werft wurde 1935 das Motorschiff Hecht gebaut, 1938 die weiteren Motorschiffe Stör und Stint. 
1941 wurden die Kaiser Friedrich und die Graf Moltke von der Wehrmacht beschlagnahmt. Eingesetzt wurden sie auf der Weichsel im Raum Puławy als Versorgungsschiffe. Beide Schiffe kehrten nach dem Krieg nicht zurück. Während die verbliebenen drei Raddampfer 1945 schwimmfähig, aber nicht einsatzfähig waren, waren die Motorschiffe Hecht, Lachs und Stör durch Beschuss gesunken. Das Schiff Forelle war schwer beschädigt. Einsatzfähig war nur die Stint. Sie wurde als Fährschiff an der gesprengten Weserbrücke in Hameln eingesetzt.

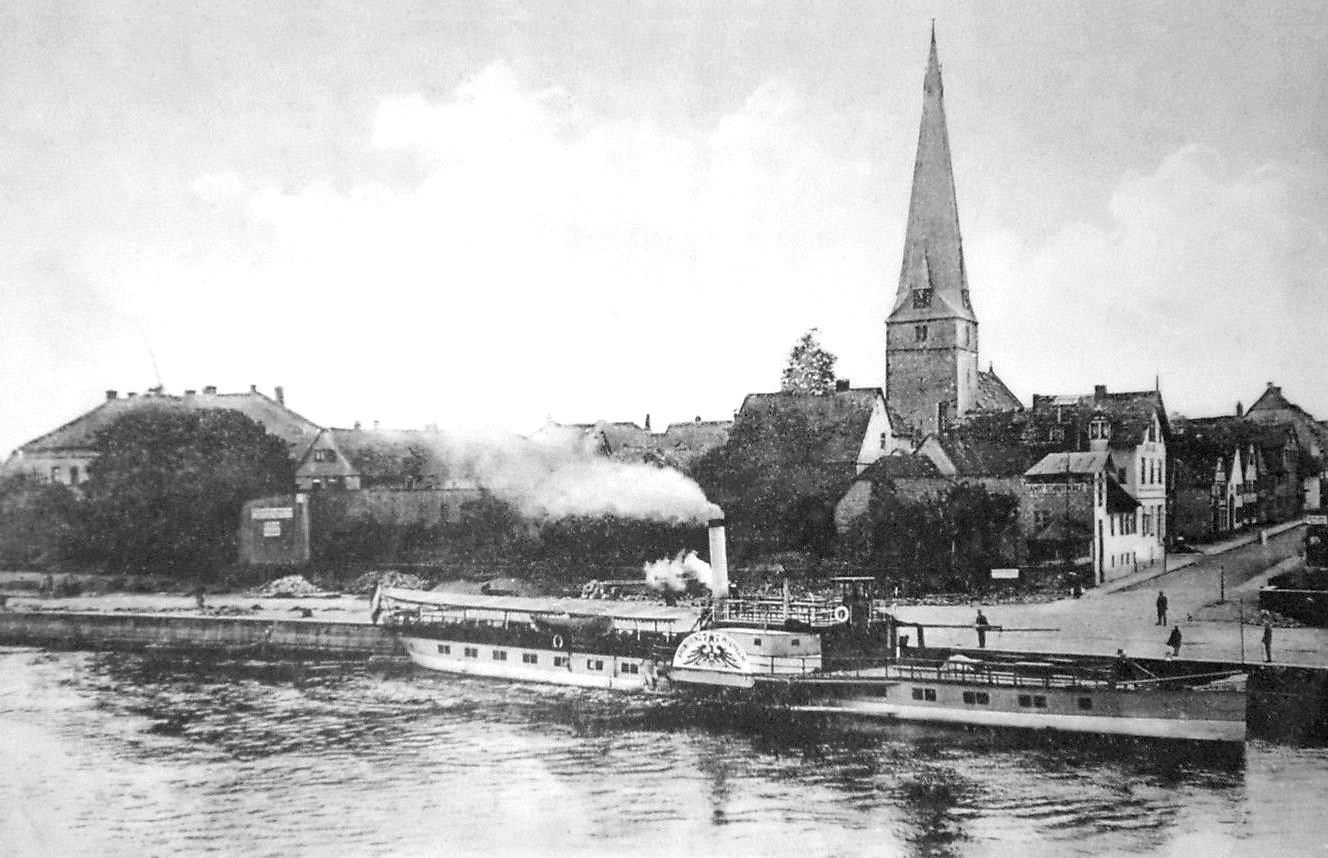
Kronprinz Wilhelm vermutlich nach dem Ersten Weltkrieg in Holzminden

Am 16. Juni 1946 nahm die Kronprinz Wilhelm als erstes Schiff den Linienbetrieb wieder auf. Kurz darauf waren auch die Kaiser Wilhelm und die Forelle wieder einsatzfähig. Im Sommer 1947 waren wieder sechs Schiffe im Einsatz. Die Lachs wurde als letztes Schiff 1949 wieder aufgebaut und 1950 in Dienst gestellt.
1955 wurde von einem Berliner Schiffseigner das 1914 gebaute Motorschiff Möwe gekauft.
Der Raddampfer Fürst Bismarck wurde aufgrund des schlechten Schiffszustandes 1958 in Hameln aufgelegt. Eine geplante Modernisierung und ein Umbau auf Dieselantrieb wurden aus Kostengründen nicht durchgeführt. 1962 wurde das Schiff abgewrackt und die Dampfmaschine im Focke-Museum in Bremen ausgestellt. Später wurde sie dem Museum der Deutschen Binnenschifffahrt in Duisburg übergeben.
Zurückgehende Passagierzahlen brachten die OWDG in finanzielle Schwierigkeiten, so dass sie 1964 Konkurs anmelden musste. Die im gleichen Jahr gegründete Personenschifffahrt Oberweser GmbH übernahm 1965 alle Schiffe der OWDG.

### Raddampfer der Oberweser Dampfschiffahrt
| Schiffsname       | Baujahr & Ort | Hersteller                                 | Antrieb                                                    | Länge/m | Breite/m | Tiefgang/m |
| ----------------- | ------------- | ------------------------------------------ | ---------------------------------------------------------- | ------- | -------- | ---------- |
| Fürst Bismarck    | 1877 Dresden  | Dresdener Maschinenbau und Schiffswerft AG | oszillierende Zweizylinder-Verbund-Dampfmaschine 125 Psi   | 40,30   | 3,50     |            |
| Kaiser Wilhelm    | 1900 Dresden  | Dresdener Maschinenbau und Schiffswerft AG | schräg liegende Zweizylinder-Verbund-Dampfmaschine 168 Psi | 57,44   | 4,44     | 0,93       |
| Kaiser Friedrich  | 1888 Dresden  | Schiffswerft Blasewitz                     | oszillierende Zweizylinder-Verbund-Dampfmaschine 80 Psi    | 45,06   | 3,90     | 0,48       |
| Graf Moltke       | 1888 Dresden  | Schiffswerft Blasewitz                     | oszillierende Zweizylinder-Verbund-Dampfmaschine 80 Psi    | 45,06   | 3,90     | 0,48       |
| Kronprinz Wilhelm | 1881 Dresden  | Schiffswerft Blasewitz                     | oszillierende Zweizylinder-Verbund-Dampfmaschine 110 Psi   | 55,94   | 4,75     | 0,51       |
| Fürst Bismarck II | 1870 Dresden  | Schiffswerft Blasewitz                     | oszillierende Zweizylinder-Verbund-Dampfmaschine 125 Psi   | 48,50   | 4,32     | 0,45       |

## Personenschifffahrt Oberweser GmbH 1965–2003 (ab 1969 Oberweser-Dampfschiffahrt GmbH)

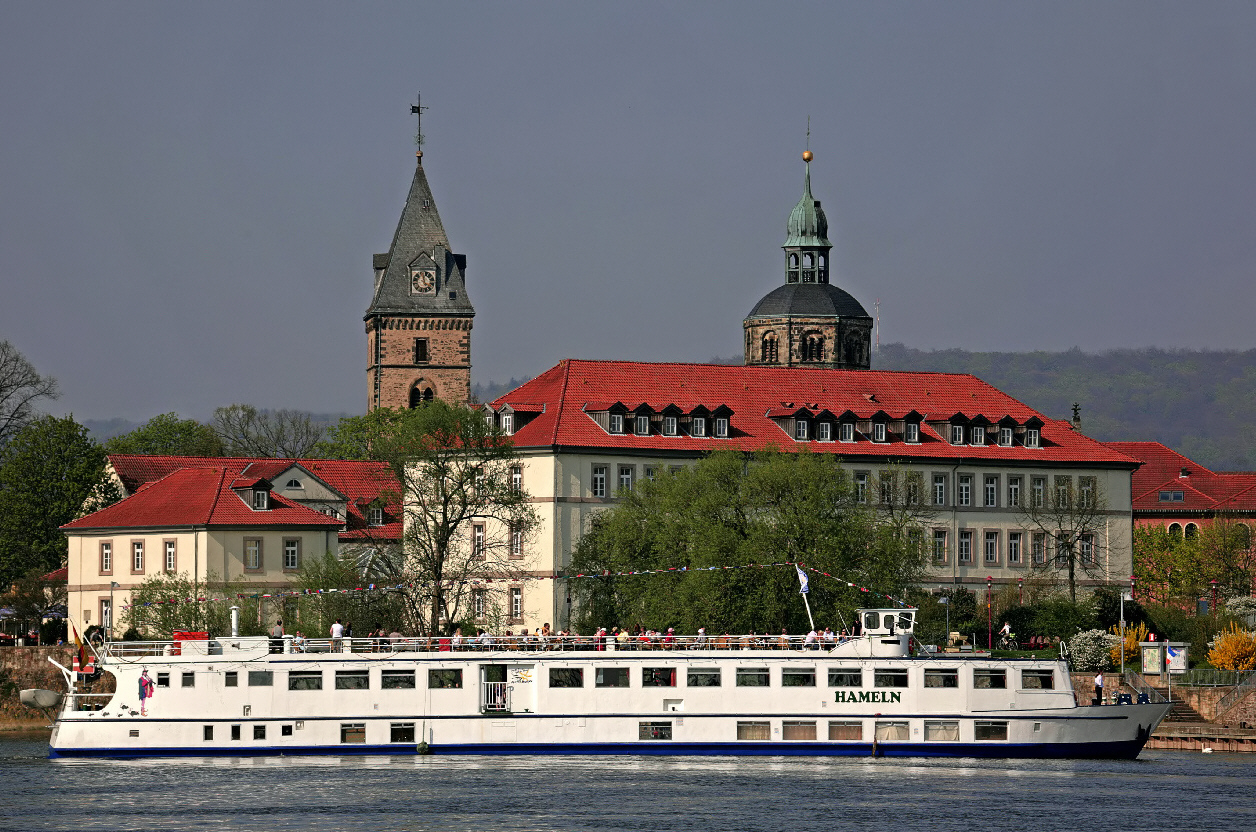
Die frühere Weserbergland fährt nach mehreren Verkäufen heute wieder für die Flotte Weser als Hameln

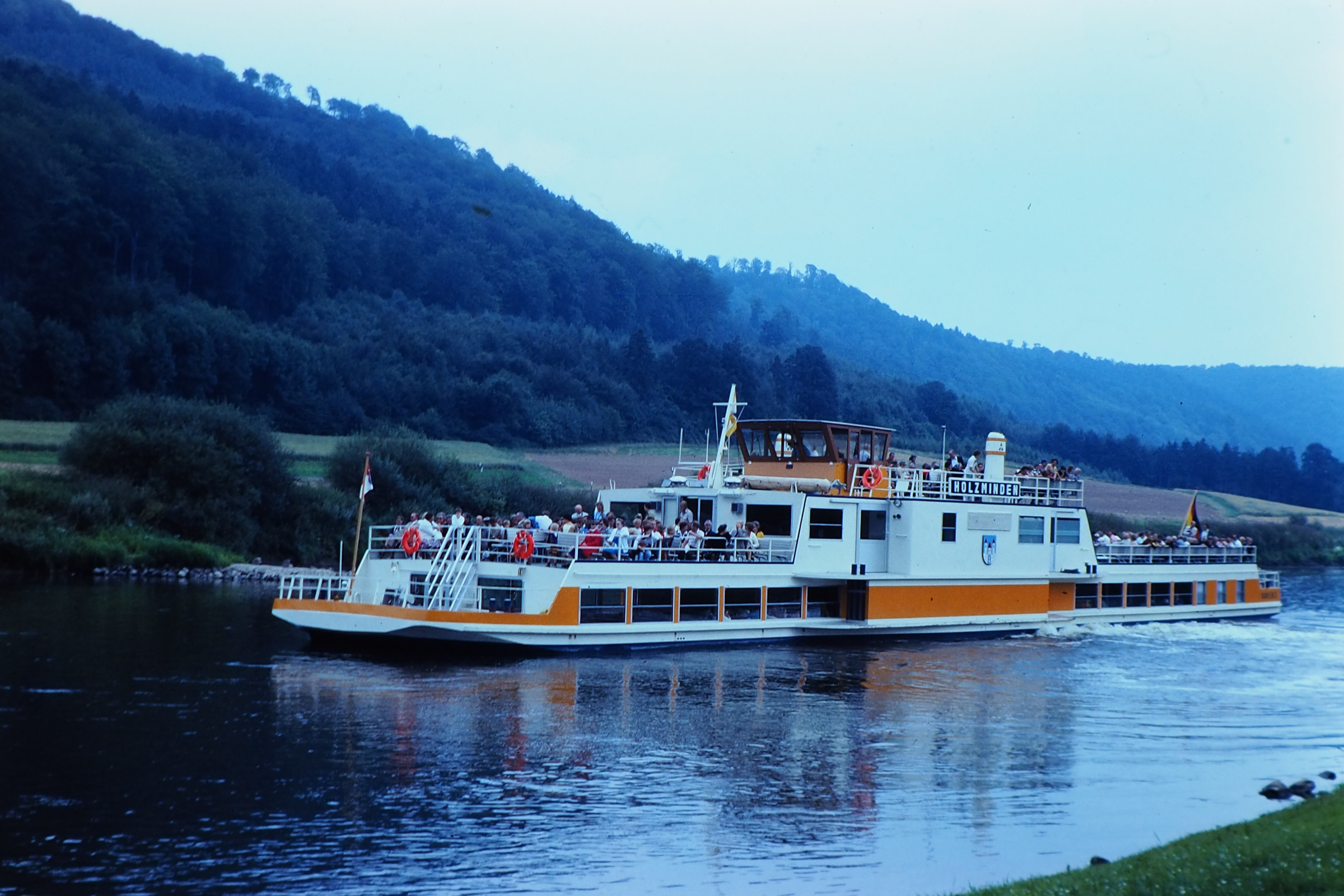
Die 1975 neu gebaute Holzminden im Ursprungszustand bei Vaake

Gesellschafter des neuen Unternehmens waren die Bundesländer Hessen, Niedersachsen, Nordrhein-Westfalen, sowie Städte und Gemeinden an der Oberweser.
1966 wurde die Stadt Münden von der Hafen-Dampfschiffahrts A.G. Hamburg gekauft. Das 1925 in der Werft F.Veldhuizen in Zaandam (Niederlande) gebaute Schiff war dort unter dem Namen Franz Lehar im Einsatz. Im gleichen Jahr wurden die Motorschiffe Forelle und Möwe ausgemustert. Während die Forelle abgewrackt wurde, wurde die Möwe noch als schwimmendes Vereinsheim in Holzminden genutzt.
Am 3. Juni 1967 wurde das in der Arminiuswerft Bodenwerder gebaute Motorschiff Weserbergland in Dienst gestellt.
Zum Saisonende 1967 wurde der Raddampfer Kronprinz Wilhelm ausgemustert und im September 1968 nach Bremerhaven überführt. Dort wurden Vor- und Hinterschiff verschrottet. Das Mittelschiff mit Kessel, Maschine und Schaufelrädern wurde jedoch in den Ursprungszustand der Meissen zurück versetzt und in den Museumsbestand des Deutschen Schifffahrtsmuseums eingegliedert.
Ab 1969 führte das Unternehmen wieder den traditionellen Namen Oberweser Dampfschiffahrt. In den nächsten beiden Jahren wurden zwei Neubauten in Dienst gestellt. Am 16. Mai 1970 die Karlshafen und am 15. Mai 1971 die Stadt Hameln. Beide Schiffe wurden von der Schiffswerft Rasche in Uffeln gebaut. Zum Ende der Saison 1970 wurde dagegen der letzte Raddampfer, die Kaiser Wilhelm, stillgelegt und die Stint nach Kassel verkauft. Diese ist noch als Sportboot im Privatbesitz.
Die Kaiser Wilhelm kaufte Ernst Schmidt im Auftrag des Vereins zur Förderung des Lauenburger Elbschiffahrtsmuseums. Am 15. Oktober 1970 fand die Übergabe in Hameln statt. Nach der Fahrt über den Mittellandkanal und die Elbe traf das Schiff am 25. Oktober 1970 in Lauenburg ein.
1974 wurde die Stadt Münden aufgelegt und im Januar 1977 an die niederländische Reederei Keur in Zwolle verkauft. 1978 wurde dann die Lachs ausgemustert und abgewrackt. 1978 und 1980 wurden von der Arminiuswerft für die OWD die Holzminden und die Höxter gebaut. 1980 wurde auch die 1979 in der Werft Büsching & Rosemeyer in Vlotho gebaute Dornröschen gekauft. 1981 und 1983 wurden die letzten beiden alten Motorschiffe ausgemustert. Während die Hecht im Februar 1982 abgewrackt wurde, wurde die Stör 1985 in Holzminden auf Land gelegt. Sie sollte hier als Museumsschiff dienen. Die Pläne wurden allerdings nicht so realisiert und das Schiff im Oktober 2016 abgewrackt.
1985 wurde die Weserbergland an die Gebr. Helle Schifffahrt GmbH Emmerich verkauft. Dafür wurde 1987 von der Essener Weißen Flotte die Bodenwerder erworben. Das 1974 von der Lux-Werft in Mondorf gebaute Schiff war dort unter dem Namen Werden im Einsatz.
1992 wurde die Reederei Warnecke mit Sitz in Hameln mit ihren vier Schiffen übernommen. Das waren die Freiherr von Münchhausen II, gebaut 1953, die Wappen von Karlshafen, gebaut 1928, die Wappen von Emmerthal, gebaut 1928 und die Wappen von Niedersachsen, gebaut 1983. Um die Übernahme zu finanzieren, wurde die Stadt Hameln nach Magdeburg verkauft. Hier wurde sie als Spielcasino unter dem Namen Jackpot eingesetzt. Seit 1998 wird sie in Ingelheim unter dem Namen Matula als Restaurant genutzt. Die Freiherr von Münchhausen II wurde nicht in Fahrt gebracht und 1993 an die Fahrgastschifffahrt Neuman in Eberswalde verkauft, wo sie heute noch im Einsatz ist. Die Wappen von Karlshafen wurde 1993 in Stadt Hameln II umbenannt.

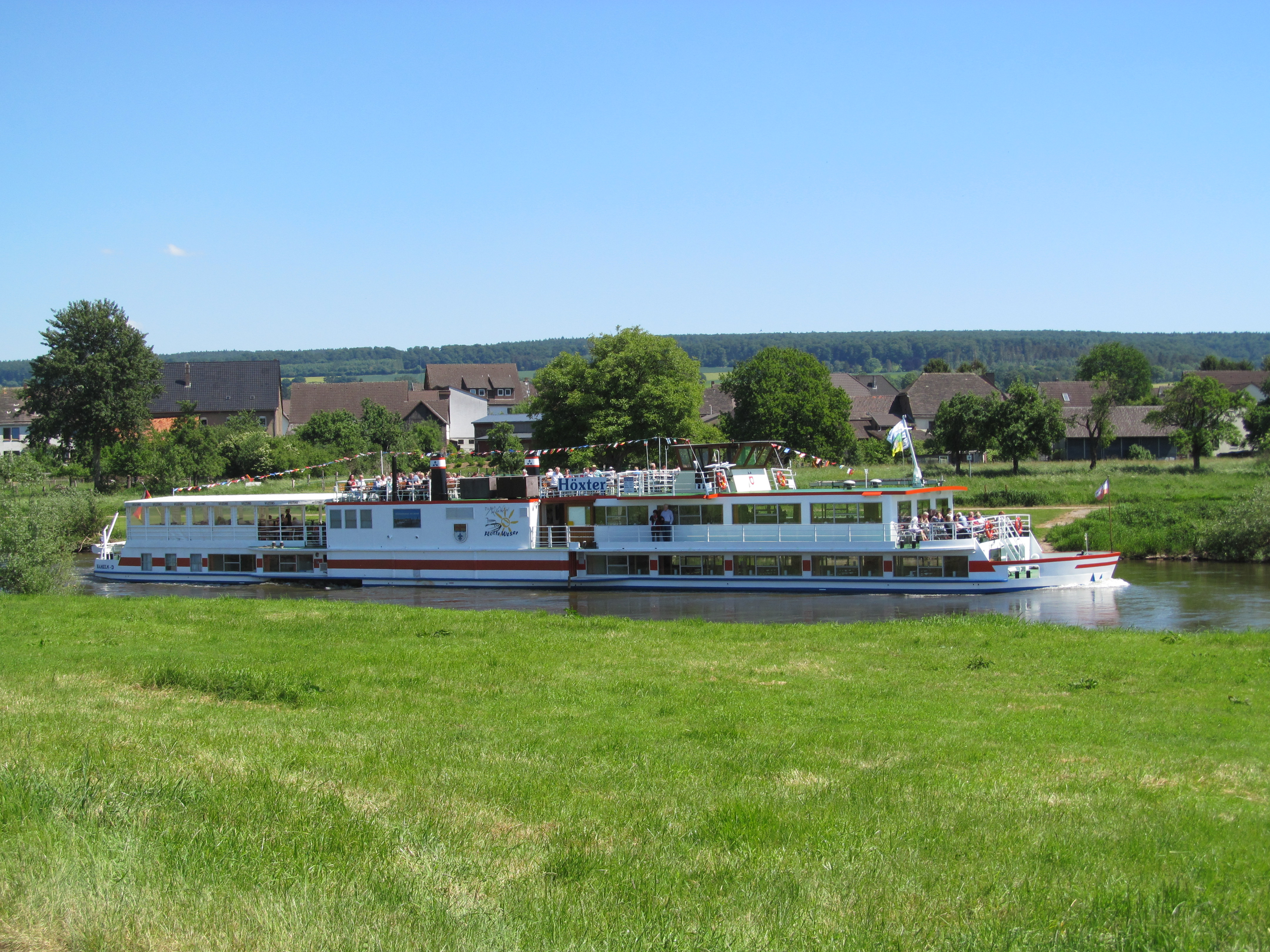
Höxter im heutigen Zustand

1993 sollte die von der Schiffswerft Oberwinter gebaute Hessen von der OWD eingesetzt werden. Dazu kam es aber nicht. Da man sich mit dem Eigentümer, den Stadtwerken von Karlshafen, nicht einigen konnte, wurde das Schiff von den Stadtwerken in Eigenregie betrieben und ist noch heute im Einsatz. Im September 1998 wurde die schon länger in Hameln aufgelegte Wappen von Emmerthal an Johannes Heyen von der Heyen Schifffahrt Wiesmoor verkauft und kam dort unter dem Namen Wappen von Wiesmoor zum Einsatz. Die Schiffe Höxter und Holzminden wurden 1998/99 umgebaut und erhielten dabei einen klassischen spitz zulaufenden Bug anstelle des vorherigen eckigen. Im Jahr 2000 wurde die Dornröschen verkauft. Sie ist noch heute bei der Personenschifffahrt Oberelbe in Pirna als Sächsische Schweiz im Einsatz.
Nach einem wiederholt negativen Geschäftsergebnis im Jahr 2002 beschloss der Aufsichtsrat die Insolvenz der OWD zu beantragen. Im Februar 2003 wurde die Gesellschaft liquidiert.

## Flotte Weser seit 2003
Die MECO GmbH Nienburg erwarb im Frühjahr vier Schiffe (Bodenwerder, Holzminden, Höxter, Karlshafen) der OWD und nahm 2003 unter dem Namen Flotte Weser den Verkehr mit diesen und zwei Schiffen (Nienburg und Stadt Verden) der Verdener Erlebnisschifffahrt, die seit 2003 zur Flotte Weser gehört, auf. Die Wappen von Niedersachsen und die Stadt Hameln wurden 2003 an die Firma Reiter in Mettlach verkauft. Die Stadt Hameln fährt heute als Herzog von Lauenburg bei der Reederei Helle in Lauenburg und die Wappen von Niedersachsen als Bastei II bei der Personenschifffahrt Oberelbe in Pirna.
2004 wurde die Dornröschen II (ENI 05500830) gekauft. Das Schiff wurde 1969 auf der Schiffswerft Leendert Cornelius de Groot in Arkel, Niederlande gebaut. Davor war es ab dem 15. April 2000 als Junker Griese für Maria Janssen in Barßel im Einsatz. Die Dornröschen II wurde 2020 an die Mündener Fahrgastschifffahrt GmbH verkauft und wird von Hann. Münden aus als MS Weserstein eingesetzt.
2005 wurde die unter dem Namen Oderland bei der Weissen Flotte Oderland GmbH in Bad Freienwalde (Oder), fahrende Weserbergland zurückgekauft und unter dem Namen Hameln eingesetzt.
2009 wurde die Bodenwerder nach Polen verkauft. Das Schiff ist nunmehr als Faryj III auf der Masurischen Seenplatte, nahe der Stadt Ruciane-Nida, in Fahrt.
Als letztes Schiff wurde 2011 die Bremen von Verwaltungsgemeinschaft Seeland in Nachterstedt erworben. Das 1972 von der Lux-Werft in Mondorf gebaute Schiff war dort unter dem Namen Seelandperle auf dem Concordiasee im Einsatz.

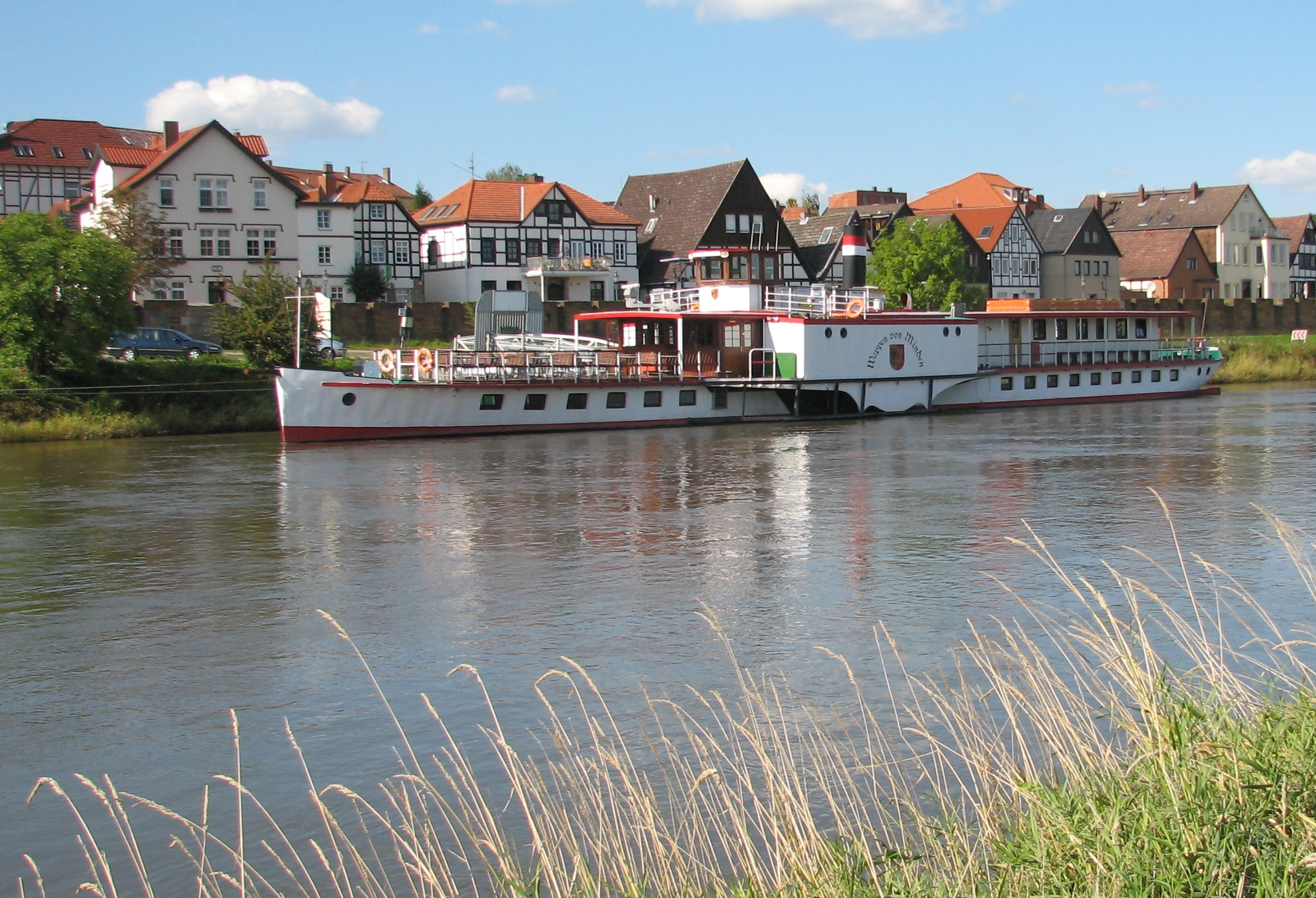
Die Wappen von Minden vor der Schlagde in Minden, 2010

Ab dem 1. Januar 2001 wurde von der Mindener Entwicklungs- und Wirtschaftsförderungsgesellschaft (MEW) der Raddampfer Wappen von Minden in Fahrt gesetzt. Zuvor war sie 1998 geborgen und in Minden restauriert worden und befuhr die Weser von Minden bis nach Hamelen und den Mittellandkanal rund um das Wasserstraßenkreuz Minden. Zu Ende seiner Dienstzeit in Minden wurde sie als Restaurantschiff eingesetzt. Anfang 2015 wurde die Wappen von Minden von den Reedereien Flotte Weser und Hal Över aus Bremen als neue Eigentümer gemeinsam erworben. Am 14. April 2015 wurde das Schiff in Weserstolz umbenannt und an der Schlachte in Bremen stationiert. Wegen Problemen bei der Einsetzbarkeit auf der Unterweser und anstehenden Reparaturen wurde das Schiff 2020 wieder stillgelegt und zum Verkauf angeboten. Anfang Mai 2022 erfolgte die Überführung zum neuen Eigentümer, der der Děčíner Reederei Labská plavební společnost, die den Dampfer nach einer Aufarbeitung wieder auf der Oberelbe einsetzen will.
In Zusammenarbeit mit der Flotte Weser führte das Elbschiffahrtsmuseum aus Lauenburg im Sommer 2022 eine zweiwöchige Fahrt mit dem früheren OWD-Dampfschiff Kaiser Wilhelm  in dessen altes Einsatzgebiet an die Oberweser durch. Die eigentlich im Sommer 2020 zum 50-jährigen Jubiläum als Museumsdampfer und zum 120-jährigen Jubiläum der Indienststellung des Schiffs geplante Reise wurde durch die Covid-Pandemie um zwei Jahre verschoben.